# Polizeiruf 110: Kein Tag ist wie der andere
Kein Tag ist wie der andere ist ein deutscher Kriminalfilm von Thomas Jacob aus dem Jahr 1986. Der Fernsehfilm erschien als 107. Folge der Filmreihe Polizeiruf 110.

## Handlung
Oberleutnant Lutz Zimmermann steckt in einer Sinnkrise. Bei den Kollegen gilt er als vorschnell und tatsächlich erschwert er mit seiner Ungeduld im Fall eines Serientäters die Ermittlungen: Im Park werden seit einiger Zeit immer dienstags Frauen angefallen, zum Teil vergewaltigt und teilweise ausgeraubt. Die Ermittler stellen dem Täter eine Falle und lassen eine Mitarbeiterin im Park umherlaufen. Zwar erscheint mit Johannsen der Täter und bereitet sich darauf vor, die junge Frau wie in vorherigen Fällen mit einer Eisenstange anzugreifen, doch überwältigt Lutz Zimmermann den Täter, bevor er aktiv werden kann. Lange leugnet Johannsen, der Täter zu sein, und es bedarf eines großen Mehraufwandes, bis er die Taten gesteht. Die Zeit, die Lutz Zimmermann mit der Klärung des Falls verbringt, kostet ihn gemeinsame Stunden mit seiner neuen Freundin Irene Haberkorn. Ein ums andere Mal muss er sie versetzen und beginnt, seinen Beruf und sein Sozialleben zu hinterfragen. Immer öfter meidet er seine leere Wohnung, macht Überstunden und übernachtet in der Dienststelle.
Eines Nachts kann er wieder einmal nicht schlafen und geht in die Wache, wo Jürgen Hübner gerade Nachtschicht hat. Kaum hat er sich schlafen gelegt, wird Lutz Zimmermann schon zu einem neuen Fall gerufen. Ein Hausmeister hat im Hof seines Hochhauses die Leiche von Mieter Horst Westphal gefunden. Er fiel aus dem Hausflurfenster im elften Stock. Seine Frau steht unter Schock und kann zunächst nicht befragt werden. Ein Junge in der Wohnung unterhalb der Westphals sagt aus, er habe in der Nacht einen Streit gehört. Der Hausmeister wiederum berichtet, dass Sylvia Westphal in dem Mieter Peter Braun einen Geliebten hat. Peter Braun jedoch treffen die Ermittler nicht an. Sylvia gibt zu, eine Affäre mit Peter zu haben. Sie wollte sie beenden, war jedoch emotional zu schwach. Horst wiederum plante, für sie seinen Beruf aufzugeben.
Lutz Zimmermann stellt sich nun auch die Frage, ob er für Irene seine Arbeit aufgeben soll. Sein geplanter und bereits mit Irene verplanter freier Tag fällt aus, als sich herausstellt, dass Horst Westphal keinen Selbstmord begangen hat. Vor dem Sturz hatte er bereits eine Hirnblutung erlitten, die jedoch nicht zum Tod führte. Bei einer erneuten Wohnungsdurchsuchung finden die Ermittler am Metallpedal einer alten Nähmaschine Spuren. Erst jetzt sagt Sylvia aus, dass Horst sie bei seiner Rückkehr nach Hause mit Peter in flagranti erwischt habe. Es kam zum Streit, in dessen Verlauf Horst auf das Nähmaschinenpedal fiel. Beide hielten ihn für tot und Peter brachte Sylvia dazu, Horst aus der Wohnung zu tragen. Er stieß ihn schließlich aus dem Fenster. Als Sylvia erfährt, dass Horst zu dem Zeitpunkt nur ohnmächtig war, bricht sie in Tränen aus. Peter wird wenig später verhaftet.
Lutz Zimmermann erhält zwei Tage Sonderurlaub und kehrt in seine Wohnung zurück. Hier wartet Irene auf ihn und hat den Tisch gedeckt. Lutz reagiert zurückhaltend. Nach 15 Jahren als Single weiß er nicht, ob er für eine enge Beziehung bereit ist. Irene bricht in Tränen aus, doch will er ausprobieren, ob er die nächsten zwei Tage an ihrer Seite leben kann.

## Produktion
Kein Tag ist wie der andere wurde vom 21. Januar bis 15. März 1986 unter dem Arbeitstitel Ein Tag wie jeder andere und 72-Stunden-Dienst in Rostock und Umgebung sowie in Dresden gedreht. Die Kostüme des Films schuf Ruth Völker, die Filmbauten stammen von Hans Völker. Das Drehbuch stammt von Ulrich Frohriep, einem Bruder von Hauptdarsteller Jürgen Frohriep (Oberleutnant Jürgen Hübner). Der Film erlebte am 16. November 1986 im 1. Programm des Fernsehens der DDR seine Premiere. Die Zuschauerbeteiligung lag bei 56,6 Prozent.
Es war die 107. Folge der Filmreihe Polizeiruf 110. Oberleutnant Jürgen Hübner ermittelte in seinem 52. Fall, Oberleutnant Lutz Zimmermann in seinem 10. Fall und Leutnant Thomas Grawe in seinem 4. Fall. Der Fall ist einer der wenigen DDR-Polizeirufe, in denen das Privatleben eines Ermittlers und die mit dem Beruf einhergehenden privaten Probleme stärker in den Vordergrund gerückt werden. Lutz Zimmermann ist dabei der erste Ermittler, der sein Recht auf ein eigenes Privat- und damit auch Liebesleben konsequent einfordert: „In der DDR, wo den Werktätigen immer mal wieder im Interesse der ‚Gesellschaft‘ die ‚Einsicht in die Notwendigkeit‘ abverlangt wurde, die privaten Bedürfnisse hinter die gesellschaftlichen Erfordernisse zu stellen, hatte solch eine ‚Dickschädeligkeit‘ eines Ordnungshüters immerhin einiges Gewicht.“